# اینتروس
اینتروس (انگلیسی: Interros) شرکت خوشه‌ای روس است، که در سال ۱۹۹۰ توسط ولادیمیر پوتانین تأسیس شد.